# Day is Done
Day is Done från 2005 är ett musikalbum med Brad Mehldau Trio. Det är det första albumet med den nya trumslagaren Jeff Ballard i Mehldaus trio. Han ersätter Jorge Rossy.

## Låtlista
1. Knives Out (Radiohead) – 8:30
2. Alfie (Burt Bacharach/Hal David) – 3:46
3. Martha My Dear (John Lennon/Paul McCartney) – 4:38
4. Day is Done (Nick Drake) – 9:27
5. Artis (Brad Mehldau) – 6:22
6. Turtle Town (Brad Mehldau) – 6:18
7. She's Leaving Home (John Lennon/Paul McCartney) – 9:08
8. Granada (Chris Check) – 7:31
9. Fifty Ways to Leave Your Lover (Paul Simon) – 8:32
10. No Moon (Red Evans/David Mann) – 5:49

## Medverkande
- Brad Mehldau – piano
- Larry Grenadier – bas
- Jeff Ballard – trummor

## Listplaceringar
| Lista (2005) | Topplacering |
| ------------ | ------------ |
| Belgien      | 90           |
| Frankrike    | 105          |